# Prix Louis-Ancel
Le prix Louis-Ancel est un prix attribué chaque année depuis 1922 par la Société française de physique. Il récompense un physicien français pour ses travaux en physique de la matière condensée.
Louis Ancel était un ingénieur des Arts et Manufactures. Décédé en 1922, il lègue à la Société française de physique la somme de 10 000 francs dont la rente doit récompenser chaque année le travail d'un physicien. Le lauréat se voit remettre une médaille.

## Récipiendaires
- 1922 : Fernand Holweck
- 1923 : A. Foillard[2], Jacques Duclaux et Paul Jeantet[3]
- 1924 : A. Dauvillier
- 1925 : Jean Lecomte
- 1926 : Pierre Auger
- 1927 : Ferdinand Fournier
- 1928 : G. Dejardin
- 1929 : P. Soleillet
- 1930 : Francis Perrin
- 1931 : Bernard Lyot[4]
- 1932 : René Freymann
- 1933 : Yvette Cauchois[5]
- 1934 : Georges Boutry
- 1935 : G. Liandrat
- 1936 : André Lallemand
- 1937 : Georges Dechene
- 1938 : André Guinier
- 1939 : Jean Terrien
- 1941 : René Bernard
- 1943 : Étienne Vassy[6]
- 1944 : M. Servigne
- 1945 : André Berthelot
- 1946 : Auguste Rousset
- 1947 : André Blanc-Lapierre
- 1948 : Robert Lennuier
- 1949 : Jean Baptiste Laval
- 1950 : J. Brochard
- 1951 : Pierre Aigrain
- 1952 : C. Dufour
- 1953 : André Herpin
- 1954 : Florin Abelès
- 1955 : Daniel Curie
- 1956 : Jacques Friedel
- 1957 : Jean Meinnel[7]
- 1958 : Joseph Mattler
- 1959 : Pierre-Gilles de Gennes
- 1960 : G. Fournet
- 1961 : Jean Tavernier
- 1962 : Daniel Cribier
- 1963 : André Blandin
- 1964 : P. Roubeau
- 1965 : Julien Bok
- 1966 : Bruce Goodman
- 1967 : André Authier
- 1968 : Étienne Guyon[8]
- 1969 : Robert Veilex
- 1970 : Robert Tournier
- 1971 : André Landesman
- 1972 : Yves Merle d'Aubigné
- 1973 : Jacques Joffrin
- 1974 : Pierre Bergé
- 1975 : Christiane Caroli
- 1976 : Gérard Jannink
- 1977 : Philippe Monod
- 1978 : Xavier Duval et André Thomy
- 1979 : Giorgio Frossati
- 1980 : Pierre Atten
- 1981 : Jacques Prost[9]
- 1982 : Jean Paulet Boucher, Maxime Nechtschein et Jean Rossat-Mignod
- 1983 : Pawel Pieranski
- 1984 : Paul Clavin
- 1985 : Daniel Beysens
- 1986 : Alain Benoit, Jacques Bossy, Jacques Flouquet et Jacques Schweizer[10]
- 1987 : Gérald Bastard
- 1988 : Jean Pierre Hulin
- 1989 : Rolland Currat
- 1990 : Jean-Yves Marzin
- 1991 : Jean Jacques Métois et Jean Claude Héraud
- 1992 : François de Bergevin
- 1993 : Pierre Monceau
- 1994 : Jean Noël Chazalviel
- 1995 : François Heslot
- 1996 : Laurent Lévy
- 1997 : Patrick Oswald
- 1998 : Christian Glattli
- 1999 : Annick Loiseau[11]
- 2000 : Jean-Yves Bigot[12]
- 2001 : Claire Berger
- 2002 : François Lequeux
- 2003 : Dimitri Roditchev
- 2005 : Élisabeth Bouchaud[13]
- 2006 : Armand Ajdari
- 2007 : Christophe Delerue
- 2008 : Agnès Barthélémy
- 2009 : François Graner[1]
- 2010 : Lydéric Bocquet[14]
- 2011 : Cyril Proust[15]
- 2012 : Odile Stephan[16]
- 2013 : Olivier Pouliquen
- 2014 : Claire Wilhelm[17]
- 2015 : David Rodney
- 2016 : Sara Ducci[18]
- 2017 : Eric Collet[19]
- 2018 : Anna Minguzzi[20]
- 2019 : Etienne Brasselet et Denis Bartolo[21]
- 2020 : Gwendal Feve[22]
- 2021 : Benjamin Sacépé[23]
- 2022 : Amélie Juhin[24]
- 2023 : Ivan Favero[24]